# Auderath
Auderath là một xã thuộc huyện Cochem-Zell, bang Rheinland-Pfalz, Đức. Xã này có diện tích 6,19 ki-lô-mét vuông.